# Phthiria fallax
Phthiria fallax är en tvåvingeart som beskrevs av Hesse 1938. Phthiria fallax ingår i släktet Phthiria och familjen svävflugor. Inga underarter finns listade i Catalogue of Life.